# White Album (visual novel)
White Album (ホワイトアルバム, Howaito Arubamu) est un visual novel destiné à un public adulte développé par Leaf. Une première version pour Microsoft Windows a vu le jour le 1er mai 1998, puis une version PlayStation 3 est sortie le 24 juin 2010 par Aquaplus. Une suite intitulée White Album 2 est sortie en deux parties en 2010 et 2011.
Une adaptation en manga par Chako Abeno est publiée entre 2008 et 2010 par ASCII Media Works. Une adaptation en anime du premier jeu par le studio Seven Arcs est diffusée entre janvier et décembre 2009 sur TV Kanagawa au Japon, et celle du second jeu est diffusée entre octobre et décembre 2013.

## Synopsis

### Saison 1
Au lycée, Touya et Yuki se sont avoué les sentiments qu’ils éprouvaient l’un pour l’autre. Cependant, même s’ils continuent de s’aimer, les différents chemins qu’ils ont empruntés les éloignent de plus en plus. En effet, alors que Touya poursuit ses études et essaie de chercher un travail en tant que tuteur, Yuki a commencé une carrière d’idole. L’emploi du temps de cette dernière devenant de plus en plus chargé, Touya se voit contraint de se contenter d’une relation essentiellement basée sur des coups de téléphone. Se rendant compte de la situation, Rena, une amie de Yuki ayant déjà percé dans le milieu, tente de trouver un moyen pour les rapprocher. Malheureusement, d’autres personnes ne voit pas cette union d’un bon œil et essaie d’y mettre fin. Quand deux âmes sœurs se voient séparées, peuvent elle rester liées ?

### Saison 2
Automne 2007, dans le lycée rattaché à l’université Hôjo, Haruki Kitahara, élève brillant mais guitariste médiocre voit les derniers membres quitter le club de musique auquel il appartient. L’occasion de jouer pendant le festival scolaire qui se tiendra un mois plus tard s’envole.
Une dernière fois, il accorde sa guitare et se met à jouer à la fenêtre de la salle du club. D’abord le piano du virtuose inconnu qui répète dans la salle voisine, puis une voix claire et mélodieuse se joignent à ses notes maladroites. D’abord seul, puis deux et enfin à trois, Haruki voit son club de musique renaître. Ses espoirs se réaliseront-ils pendant le dernier semestre de sa vie de lycéen ?
White Album 2, adapté du visual novel du même nom est une œuvre indépendante de la première série. La série animée est réalisée par Masaomi Andô, et les personnages principaux sont doublés par Takihiro Mizushima (Haruki), Madoka Yonezawa (Setsuna) et Hitomi Nabatame (Kazusa).

## Jeu vidéo

### Suite
Une suite intitulée White Album 2 est sortie en deux parties à partir de 2010 sur Microsoft Windows. La première, White Album 2: Introductory Chapter, est commercialisée le 26 mars 2010 et la seconde, White Album 2: Closing Chapter, le 22 décembre 2011,. Les deux parties sont ensuite regroupées dans un même jeu, White Album 2: Shiawase no Mukōgawa, et publiée par Aquaplus sur PlayStation 3 en 2012 et sur PlayStation Vita en 2013.

## Manga
Une adaptation en manga dessinée par Chako Abeno est publiée entre 2008 et 2010 dans le magazine Dengeki Daioh, puis compilée en trois volumes reliés par ASCII Media Works entre le 27 mars 2009 et le 27 octobre 2010,.

## Anime
L'adaptation en anime est annoncée en juin 2008. Elle est produite au sein du studio Seven Arcs. La première partie, réalisée par Akira Yoshimura, est diffusée du 3 janvier au 28 mars 2009 et la seconde, produite par Taizō Yoshida, est diffusée du 2 octobre au 25 décembre 2009,.
L'adaptation de la suite, White Album 2, est annoncée en avril 2013. Celle-ci est produite au sein du studio Satelight avec une réalisation de Masaomi Ando, un scénario de Fumiaki Maruto et des compositions de Naoya Shimokawa. Elle est diffusée du 5 octobre au 28 décembre 2013. 
Bon à savoir : Les 2 saisons ne sont pas liées. Nous pouvons très bien en voir une sans avoir besoin de voir l'autre.